# Fédération japonaise de baseball
La fédération japonaise de baseball est une association japonaise fondée en 1949.
En 2003, elle comptait 160 000 licenciés répartis dans environ 5 000 équipes.
Elle fait partie de la fédération internationale de baseball depuis 1972.